# Kiedy zajaśniał dzień
Kiedy zajaśniał dzień (tyt. oryg. Kur zbardhi një ditë) – albański film fabularny z roku 1971 w reżyserii Piro Milkaniego.
Klasyczny film partyzancki, opowiadający o heroizmie partyzantów albańskich w okresie II wojny światowej. Kanwą dla powstania scenariusza stały się trzy opowiadania Anastasa Kondo "Broń", "Meço" i "Most".
Film realizowano we Wlorze.

## Obsada
- Demir Hyskja jako  kierowca Thoma Shpuza
- Birçe Hasko jako ballista Sulo
- Pandi Raidhi jako Loni
- Rikard Ljarja jako komisarz
- Kadri Roshi jako przewodniczący Rady
- Bexhet Nelku jako niemiecki kapitan
- Timo Flloko jako Meço
- Gjyzepina Kosturi jako kobieta pracująca w klasztorze
- Piro Eski jako ranny partyzant
- Kristaq Mitro jako partyzant
- Mihal Stefa jako stary wieśniak
- Albert Verria jako Bakalli
- Drita Haxhiraj jako żona kierowcy
- Ferdinand Radi jako drukarz
- Zija Grapshi jako drukarz
- Tonin Ujka jako Cygan
- Nazmi Bonjaku jako dowódca ballistów
- Pirro Sava jako profesor współpracujący z ballistami
- Pandi Siku jako Hamall
- Skënder Plasari jako partyzant
- Vangjush Furxhi